# Pausanias av Makedonien
 Pausanias var kung av Makedonien från 393 till 392 f.Kr.